# ボルゴ・キエーゼ
ボルゴ・キエーゼ（イタリア語: Borgo Chiese）は、イタリア共和国トレンティーノ＝アルト・アディジェ州トレント自治県にある、人口約2,000人の基礎自治体（コムーネ）。
2016年1月1日にブリオーネ、チーメゴとコンディーノが合併して発足した。

## 地理

### 位置・広がり

#### 隣接コムーネ
隣接するコムーネは以下の通り。括弧内のBSはブレシア県所属を示す。
- バゴリーノ (BS)
- ブレーノ (BS)
- カステル・コンディーノ
- レードロ (ティアルノ・ディ・ソット、ティアルノ・ディ・ソプラ)
- ピエーヴェ・ディ・ボーノ＝プレッツォ (ピエーヴェ・ディ・ボーノ)
- ストーロ
- ヴァルダオーネ (ダオーネ)

## 行政

### 分離集落
ボルゴ・キエーゼには、以下の分離集落（フラツィオーネ）がある。
- Brione, Cimego, Condino (sede comunale)